# Traminda syngenes
Traminda syngenes là một loài bướm đêm trong họ Geometridae.